# Ustilago spinificis
Ustilago spinificis är en svampart som beskrevs av F. Ludw. 1893. Ustilago spinificis ingår i släktet Ustilago och familjen Ustilaginaceae.   Inga underarter finns listade i Catalogue of Life.